# Bartosz Bartosiewicz
Bartosz Bartosiewicz (ur. 29 września 1980 w Łodzi) – polski geograf, profesor Uniwersytetu Łódzkiego, zajmujący się badaniami w zakresie geografii urbanistycznej oraz geografii transportu, wykładowca Wydziału Nauk Geograficznych Uniwersytetu Łódzkiego.

## Życiorys
W 2004 r. ukończył studia magisterskie na Wydziale Nauk Geograficznych Uniwersytetu Łódzkiego. Doktoryzował się na macierzystej uczelni w 2008 r. na podstawie rozprawy pt. Zróżnicowanie przestrzenne infrastruktury komunalnej w gminach miejsko-wiejskich regionu łódzkiego. Promotorem jego pracy był prof. T. Marszał. Stopień doktora habilitowanego w dziedzinie nauk społecznych (dyscyplina geografia społeczno-ekonomiczna i gospodarka przestrzenna) uzyskał na podstawie pracy pt. Struktury i powiązania przestrzenne regionów miejskich w Polsce w 2022 r.
Od 2007 r. zawodowo związany z Uniwersytetem Łódzkim, Instytutem (wcześniej Katedrą) Zagospodarowania Środowiska i Polityki Przestrzennej.
W latach 2017–2020 sekretarz oraz od 2021 redaktor naczelny czasopisma „Space‒Society‒Economy”. Od 2018 r. wiceprezes łódzkiego oddziału Towarzystwa Urbanistów Polskich (w latach 2015−2018 sekretarz).

## Wybrane publikacje
- Bartosiewicz B. (2010), Zróżnicowanie i determinanty rozwoju infrastruktury komunalnej w regionie łódzkim – studium przypadków, Wydawnictwo Uniwersytetu Łódzkiego, Łódź, 163 s.
- Bartosiewicz B., Marszał T., Pielesiak I. (red.), (2012), Spójność terytorialna Łódzkiego Obszaru Metropolitalnego, „Studia KPZK PAN”, t. CXLVII, s. 1–186.
- Bartosiewicz B., Pielesiak I. (2014), Metropolisation Processes in Contemporary Space of Poland [w:] Spatial Development of Contemporary Poland in Łódź University Geographical Research, T. Marszał (red.), Wydawnictwo Uniwersytetu Łódzkiego, Łódź, s. 9−35.
- Bartosiewicz B., Wiśniewski S. (2015c), The Use of Modern Information Technology in Research on Transport Accessibility, „Transport Problems”, Vol. 10, No. 3, s. 87–98.
- Marcińczak S., Bartosiewicz B. (2018), Commuting Patterns and Urban form: Evidence from Poland, „Journal of Transport Geography”, Vol. 70, s. 31−39.
- Bartosiewicz B., Kwiatek-Sołtys A., Kurek S. (2019), Does the Process of Shrinking Concerns Also Small Towns? Lessons from Poland, „Quaestiones Geographicae”, s. 91−105.
- Bartosiewicz B., Pielesiak I. (2019), Spatial Patterns of Travel Behaviour in Poland, „Travel Behaviour and Society”, Vol. 15, s. 113−122.
- Bartosiewicz B., Marcińczak S. (2020), Investigating Polycentric Urban Regions: Different Measures-Different Results, „Cities”, Vol. 105, s. 113−122.
- Bartosiewicz B., Marcińczak S. (2020), Policentryczność regionów miejskich w Polsce, „Przegląd Geograficzny”, t. 92, z. 4, s. 455−474.
- Bartosiewicz B., Marcińczak S. (2022), Urban Structure in Transition: Evidence from Poland, 1983–2011, „Regional Studies”, Vol. 56,  s. 36−47.